# Islay whisky
Pour les articles homonymes, voir Islay.

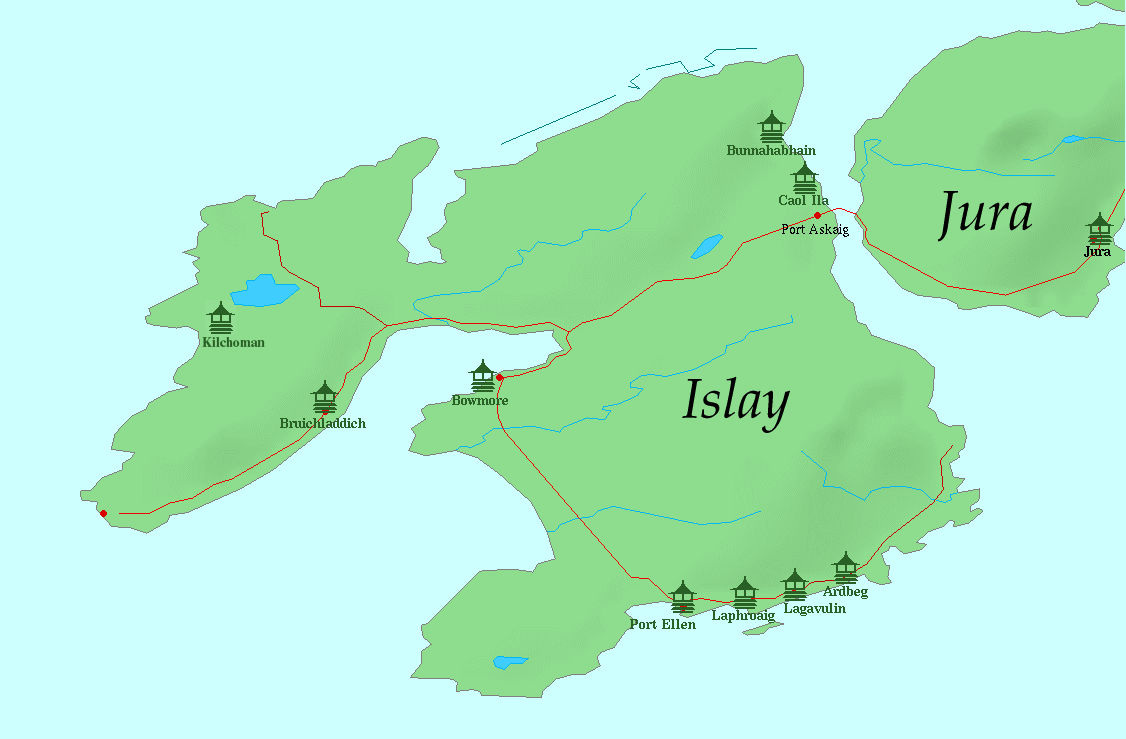
Distilleries sur Islay.

L'Islay whisky est un Scotch whisky produit sur l'île d'Islay ou Ìle en gaélique. Cette île est la plus méridionale des Hébrides intérieures à l'ouest de l'Écosse. Il y a neuf distilleries actives sur l'île.

## Styles de whisky
Les distilleries le long de la côte sud-est de l'île, Laphroaig, Lagavulin et Ardbeg ont un fort goût tourbé. Ce goût vient de l'eau utilisée pour faire le whisky ainsi que de l'orge qui est fumé à la tourbe. Il recèle aussi des notes d'iode, de varech et de salé. Caol Ila, sur la côte nord de l'île, en face de Jura, possède aussi un whisky fortement tourbé.
Bowmore produit un whisky moyennement tourbé (25 ppm) mais utilise aussi une maturation dans des  fûts utilisés précédemment pour faire du sherry. La nouvelle distillerie, Kilchoman, a commencé la production en 2006. Elle est située, contrairement aux autres, sur la côte atlantique.
Les autres distilleries de l'île font des whiskies avec des styles variés. Bunnahabhain et Bruichladdich font des whiskies plus légers, qui traditionnellement ne sont pas du tout tourbés. Cependant ces deux distilleries produisent également des whiskies à fort goût de tourbe.

Régions de production de whisky en Écosse.

## Distilleries

### Distilleries actives
| Distillerie                                                                                | Année d'activité                                | Emplacement                                      | Notes |
| Ardbeg                                                                                     | 1815–1981, 1990–1996, 1997–                     | 5 km à l'est de Port Ellen                       | Appartenait à Glenmorangie Et aujourd'hui appartient au groupe LVMH |
| Bowmore                                                                                    | 1779–                                           | À Bowmore, la ville la plus importante de l'île. | Appartient à Suntory |
| Bruichladdich                                                                              | 1881–1995,‡ 2001–                               | À l'ouest du Loch Indaal,en face de Bowmore      | Appartient à Remy Cointreau |
| Bunnahabhain                                                                               | 1880/1883–                                      | 4 km au nord de Port Askaig                      | Appartient à Burn Stewart |
| Caol Ila                                                                                   | 1846–1972,‡ 1974–                               | 1 km au nord de Port Askaig                      | Appartient à Diageo |
| Kilchoman                                                                                  | 2005–                                           | Sur la côte atlantique                           | Première distillerie entièrement nouvelle depuis 1881 |
| Lagavulin                                                                                  | 1742/1816–                                      | 4 km à l'est de Port Ellen                       | Appartient à Diageo |
| Laphroaig                                                                                  | 1815–                                           | 2 km à l'est de Port Ellen                       | Appartient à Beam Suntory |
| Ardnahoe                                                                                   | 2018-                                           | près de Port Askaig                              | Ardnahoe est une nouvelle distillerie qui a rempli son premier fût en novembre 2018Et fait son premier embouteillage en 2021. Appartient à Hunter's Laing & Compagnie                                                                                    |
| Port Ellen 1825–1929, 1967–1983, 2024-                                                     | (1825–1929, 1967–1983), convertie en malterie ; | Port Ellen                                       | Quatre périodes différentes de production : 1825-1929 puis 1967-1983 date à laquelle est elle fermée et reconvertie en Malterie. Diageo sonpropriétaire la relance en mars 2024 après avoir investi 185 million de livres sterling dans sa restauration. |
| ‡ Sauf durant la Grande Dépression (~1930–1937) et la Seconde Guerre mondiale (~1940–1945) |                                                 |                                                  | |

### Distilleries fermées
- Achenvoir (pre-1816–1818+), à Argyll ;
- Ardenistle (1837–1849) / Kildalton (1849–1852) / Islay (1852–1852), absorbée par Laphroaig en 1853 ;
- Ardmore (1817–1835), rachetée par Lagavulin en 1837 ;
- Daill (1814–1830), il reste des ruines sur la route entre Port Askaig et Bridgend ;
- Freeport (1847–1847), emplacement inconnu ;
- Hazelburn (1825–?), lien incertain avec la distillerie Hazelburn à Campbeltown ;
- Kildalton (1817–1837), fusionnée avec Lagavulin ;
- Killarow (c.1760–1818) / Bridgend (1818–1822), il reste des ruines dans le village de Bridgend ;
- Lochindaal/Port Charlotte/Rhinns (1829–1929), près de BruichLaddich ;
- Lossit (1821) / Ballygrant (1826–1860), il reste des ruines au sud du village de Ballygrant près de la route A846 ;
- Malt Mill (1908–1960), fait partie de Lagavulin ;
- Mulendry (1826–1831), emplacement inconnu ;
- Newton (1818–1825), il reste des ruines au sud de la route A846 entre Port Askaig et Bridgend ;
- Octomore (1816–1852), il reste des ruines près de Port Charlotte ;
- Scarabus (1817–1818), pas de preuve de production ;
- Tallant (1821–1852), à Tallant farm au sud de Bowmore ;
- Torrylin (?–?), pourrait avoir été sur l'île d'Arran.